# Jazzdans
Jazzdans är en scenisk dansstil som i USA under 1900-talet smälte samman klassisk balett med den svarta kulturens rytmik och musik till jazzbalett, som idag är en vanlig dansform i bland annat revyer, musikaler och musikvideor.
Betydelsefulla personer i jazzdansens utveckling är Martha Graham, Matt Mattox och Katherine Dunham.
I Sverige (främst i Stockholm) var det Lia Schubert och Walter Nicks på Balettakademien som introducerade jazzdansen i början av
60-talet. Balettakademien grundades 1957 av Lia Schubert.